# Galvezia
Galvezia es un género con 19 especies de plantas de flores perteneciente a la familia Scrophulariaceae. 
Son nativas de América del Norte occidental, el oeste de América del Sur y las Islas Galápagos.  El género se encuentra actualmente en la familia Plantaginaceae, habiendo sido anteriormente clasificadas en Scrophulariaceae. 
Fue nombrado en honor de José de Gálvez, un oficial colonial en la Nueva España durante los años 1700.

## Especies seleccionadas
- Galvezia ballii Munz, nativa de Perú.
- Galvezia fruticosa J.F.Gmel., nativa de Ecuador y Perú.
- Galvezia glabrata Brandagee, nativa de México.
- Galvezia juncea (Benth.) A.Gray, nativa de México.
- Galvezia lanceolata Pennell, nativa de Ecuador.
- Galvezia leucantha Wiggins, nativa de Ecuador e islas Galápagos.
- Galvezia limensis (Dombey ex Chav.) Dombey & Benth., nativa de Perú.
- Galvezia speciosa (Nutt.) A.Gray.

- Datos: Q5519440
- Multimedia: Galvezia / Q5519440
- Especies: Galvezia